# Astragalus hadroacanthus
Astragalus hadroacanthus es una especie de planta del género Astragalus, de la familia de las leguminosas, orden Fabales.

## Distribución
Astragalus hadroacanthus se distribuye por Afganistán.

## Taxonomía
Fue descrita científicamente por Rech. fil. & Gilli. Fue publicada en Biol. Skr. 9(3): 92 (1958).